# Mataram Barat
Mataram Barat is een onderdistrict in de stadsgemeente Mataram van de provincie West-Nusa Tenggara, Indonesië. Mataram Barat telt 5492 inwoners (volkstelling 2010).